# Live at Montreux 2003
Live at Montreux 2003 — живий альбом англійської групи Jethro Tull, який був випущений у 2007 році.

## Композиції
1. Some Day the Sun Won't Shine for You - 4:20
2. Life Is a Long Song - 3:31
3. Bourée - 4:57
4. With You There to Help Me - 6:33
5. Pavane - 4:28
6. Empty Café - 2:37
7. Hunting Girl - 5:30
8. Eurology - 3:39
9. Dot Com - 4:43
10. God Rest Ye Merry Gentlemen - 5:00
11. Fat Man - 5:25
12. Living in the Past - 6:59
13. Nothing Is Easy - 5:09
14. Beside Myself - 6:38
15. My God - 8:30
16. Budapest - 11:28
17. New Jig - 1:27
18. Aqualung - 8:02
19. Locomotive Breath - 8:36

## Учасники запису
- Мартін Барр — гітара
- Ян Андерсон — гітара, вокал
- Джонатан Нойс — бас-гітара
- Доун Перрі — барабани
- Андрій Гіддінгс — клавіші